# Federazione di rugby a 15 del Mali
La Federazione Rugby XV del Mali (in francese Fédération Malienne de Rugby) è l'organo che governa il Rugby a 15 nel Mali.
Affiliata all'International Rugby Board, è inclusa fra le nazionali di terzo livello senza esperienze di Coppa del Mondo.